# LXXVII Premis BAFTA
La 77a edició dels premis de cinema de l'Acadèmia Britànica, més coneguda com a BAFTA, és una propera cerimònia que se celebrarà el 18 de febrer de 2024, en homenatge a les millors pel·lícules nacionals i estrangeres del 2023, al Royal Festival Hall dins del Southbank Centre de Londres.
La cerimònia anirà a càrrec de David Tennant per primera vegada; "Estic encantat que m'hagin demanat acollir els premis BAFTa i ajudar a celebrar el millor de les pel·lícules d'enguany i les moltes persones brillants que els donen vida", va dir Tennant. L'emissió s'emetrà en directe a BBC One i iPlayer al Regne Unit, i a BritBox International al Canadà, Dinamarca, Finlàndia, Noruega, Sud-àfrica, Suècia i els Estats Units.
Els nominats als BAFTA es van presentar el 5 de gener de 2024, i van ser anunciades en directe pels antics nominats al premi BAFTA a l'estrella emergent Naomi Ackie i Kingsley Ben-Adir; la transmissió en directe també es va poder veure a les pàgines de Twitter i YouTube de BAFTA. Els nominats a l'estrella emergent, que és l'única categoria votada pel públic britànic, es van donar a conèixer el 10 de gener de 2024. Els guanyadors es donaran a conèixer el 18 de febrer d'aquest mateix any.

## Categories
Les llistes llargues dels BAFTA es van presentar el 5 de gener de 2024. Els nominats es van anunciar el 18 de gener de 2024. Els guanyadors es donaran a conèixer el 18 de febrer de 2024.

### Premis
Els guanyadors apareixeran en primer lloc i es destacaran en "negreta"'
| Millor pel·lícula - Anatomy of a Fall – Marie-Ange Luciani i David Thion - The Holdovers – Mark Johnson - Killers of the Flower Moon – Dan Friedkin, Daniel Lupi, Martin Scorsese i Bradley Thomas - Oppenheimer – Christopher Nolan, Charles Roven i Emma Thomas - Poor Things – Ed Guiney, Yorgos Lanthimos, Andrew Lowe i Emma Stone | Millor direcció - Bradley Cooper – Maestro - Jonathan Glazer – La zona d'interès - Andrew Haigh – All of Us Strangers - Christopher Nolan – Oppenheimer - Alexander Payne – The Holdovers - Justine Triet – Anatomy of a Fall |
| Millor actor - Bradley Cooper – Maestro com a Leonard Bernstein - Colman Domingo – Rustin com a Bayard Rustin - Paul Giamatti – The Holdovers com a Paul Hunham - Barry Keoghan – Saltburn com a Oliver Quick - Cillian Murphy – Oppenheimer com a J. Robert Oppenheimer - Teo Yoo – Past Lives com a Hae Sung | Millor actriu - Fantasia Barrino – The Color Purple com a Celie Harris-Johnson - Sandra Hüller – Anatomy of a Fall com a Sandra Voyter - Carey Mulligan – Maestro com as Felicia Montealegre - Vivian Oparah – Rye Lane com a Yas - Margot Robbie – Barbie com a Barbie - Emma Stone – Poor Things com a Bella Baxter |
| Millor actor secundari - Robert De Niro – Killers of the Flower Moon com a William King Hale - Robert Downey Jr. – Oppenheimer com a Lewis Strauss - Jacob Elordi – Saltburn com a Felix Catton - Ryan Gosling – Barbie com a Ken - Paul Mescal – All of Us Strangers com a Harry - Dominic Sessa – The Holdovers com a Angus Tully | Millor actriu secundària - Emily Blunt – Oppenheimer com a Kitty Oppenheimer - Danielle Brooks – The Color Purple com a Sofia - Claire Foy – All of Us Strangers com a Mum - Sandra Hüller – La zona d'interès com a Hedwig Höss - Rosamund Pike – Saltburn com a Lady Elspeth Catton - Da'Vine Joy Randolph – The Holdovers com a Mary Lamb |
| Millor guió original - Anatomy of a Fall – Justine Triet and Arthur Harari - Barbie – Greta Gerwig and Noah Baumbach - The Holdovers – David Hemingson - Maestro – Bradley Cooper i Josh Singer - Past Lives – Celine Song | Millor guió adaptat - All of Us Strangers – Andrew Haigh - American Fiction – Cord Jefferson - Oppenheimer – Christopher Nolan - Poor Things – Tony McNamara - La zona d'interès – Jonathan Glazer |
| Millor pel·lícula d'animació - The Boy and the Heron – Hayao Miyazaki i Toshio Suzuki - Chicken Run: Dawn of the Nugget – Sam Fell, Leyla Hobart ai Steve Pegram - Elemental – Peter Sohn and Denise Ream - Spider-Man: Across the Spider-Verse – Joaquim Dos Santos, Kemp Powers, Justin K. Thompson, Avi Arad, Phil Lord, Christopher Miller, Amy Pascal i Christina Steinberg | Millor documental - 20 Days in Mariupol – Mstyslav Chernov i Raney Aronson-Rath - American Symphony – Matthew Heineman, Lauren Domino i Joedan Okun - Beyond Utopia – Madeleine Gavin, Rachel Cohen i Jana Edelbaum - Still: A Michael J. Fox Movie – Davis Guggenheim, Jonathan King i Annetta Marion - Wham! – Chris Smith |
| Millor pel·lícula en llengua no anglesa - 20 Days in Mariupol – Mstyslav Chernov i Raney Aronson-Rath - Anatomy of a Fall – Justine Triet, Marie-Ange Luciani i David Thion - Past Lives – Celine Song, David Hinojosa, Pamela Koffler i Christine Vachon - Society of the Snow – J. A. Bayona i Belén Atienza - La zona d'interès – Jonathan Glazer | Millor Casting - All of Us Strangers – Kahleen Crawford - Anatomy of a Fall – Cynthia Arra - The Holdovers – Susan Shopmaker - How to Have Sex – Isabella Odoffin - Killers of the Flower Moon – Ellen Lewis i Rene Haynes |
| Millor fotografia - Killers of the Flower Moon – Rodrigo Prieto - Maestro – Matthew Libatique - Oppenheimer – Hoyte van Hoytema - Poor Things – Robbie Ryan - La zona d'interès – Łukasz Żal | Millor vestuari - Barbie – Jacqueline Durran - Killers of the Flower Moon – Jacqueline West - Napoleon – David Crossman and Janty Yates - Oppenheimer – Ellen Mirojnick - Poor Things – Holly Waddington |
| Millor muntatge - Anatomy of a Fall – Laurent Sénéchal - Killers of the Flower Moon – Thelma Schoonmaker - Oppenheimer – Jennifer Lame - Poor Things – Yorgos Mavropsaridis - La zona d'interès – Paul Watts | Millor maquillatge i perruqueria - Killers of the Flower Moon – Kay Georgiou i Thomas Nellen - Maestro – Siân Grigg, Kay Georgiou, Kazu Hiro i Lori McCoy-Bell - Napoleon – Jana Carboni, Francesco Pegoretti, Satinder Chumber i Julia Vernon - Oppenheimer – Luisa Abel, Jaime Leigh McIntosh, Jason Hamer i Ahou Mofid - Poor Things – Nadia Stacey, Mark Coulier i Josh Weston |
| Millor música - Killers of the Flower Moon – Robbie Robertson (postmortum) - Oppenheimer – Ludwig Göransson - Poor Things – Jerskin Fendrix - Saltburn – Anthony Willis - Spider-Man: Across the Spider-Verse – Daniel Pemberton | Millor disseny de producció - Barbie – Sarah Greenwood i Katie Spencer - Killers of the Flower Moon – Jack Fisk i Adam Willis - Oppenheimer – Ruth De Jong i Claire Kaufman - Poor Things – Shona Heath, James Price i Zsuzsa Mihalek - La zona d'interès – Chris Oddy, Joanna Maria Kuś i Katarzyna Sikora |
| Millor so - Ferrari – Angelo Bonanni, Tony Lamberti, Andy Nelson, Lee Orloff i Bernard Weiser - Maestro – Richard King, Steve Morrow, Tom Ozanich, Jason Ruder i Dean Zupancic - Mission: Impossible – Dead Reckoning Part One – Chris Burdon, James H. Mather, Chris Munro i Mark Taylor - Oppenheimer – Willie Burton, RRichard King, Kevin O'Connell i Gary A. Rizzo - La zona d'interès – Johnnie Burn i Tarn Willers | Millors efectes visuals - The Creator – Jonathan Bullock, Charmaine Chan, Ian Comley i Jay Cooper - Guardians of the Galaxy Vol. 3 – Theo Bialek, Stephane Ceretti, Alexis Wajsbrot i Guy Williams - Mission: Impossible – Dead Reckoning Part One – Neil Corbould, Simone Coco, Jeff Sutherland i Alex Wuttke - Napoleon – Henry Badgett, Neil Corbould, Charley Henley i Luc-Ewen Martin-Fenouillet - Poor Things – Simon Hughes                                                      |
| Millor pel·lícula britànica - All of Us Strangers – Andrew Haigh, Graham Broadbent, Pete Czernin i Sarah Harvey - How to Have Sex – Molly Manning Walker, Emily Leo, Ivana MacKinnon and Konstantinos Kontovrakis - Napoleon – Ridley Scott, Mark Huffam, Kevin J. Walsh i David Scarpa - The Old Oak – Ken Loach, Rebecca O'Brien i Paul Laverty - Poor Things – Yorgos Lanthimos, Ed Guiney, Andrew Lowe, Emma Stone i Tony McNamara - Rye Lane – Raine Allen-Miller, Yvonne Isimeme Ibazebo, Damian Jones, Nathan Bryon i Tom Melia - Saltburn – Emerald Fennell, Josey McNamara i Margot Robbie - Scrapper – Charlotte Regan i Theo Barrowclough - Wonka – Paul King, Alexandra Derbyshire, David Heyman i Simon Farnaby - La zona d'interès – Jonathan Glazer, James Wilson i Ewa Puszczyńska | Millor director, guionista o productor britànic novell - Blue Bag Life – Lisa Selby (Director), Rebecca Lloyd-Evans (Director i productor) i Alex Fry (Producctor) - Bobi Wine: The People's President – Christopher Sharp (Director) - Earth Mama – Savanah Leaf (Guionista, director i productor), Shirley O'Connor (Productor) i Medb Riordan (Productor) - How to Have Sex – Molly Manning Walker (Guionista i director) - Is There Anybody Out There? – Ella Glendining (Director) |
| Millor curtmetratge d'animació - Crab Day – Ross Stringer, Bartosz Stanislawek i Aleksandra Sykulak - Visible Mending – Samantha Moore i Tilley Bancroft - Wild Summon – Karni Arieli, Saul Freed i Jay Woolley | Millor curtmetratge - Festival of Slaps – Abdou Cissé, Cheri Darbon i George Telfer - Gorka – Joe Weiland i Alex Jefferson - Jellyfish and Lobster – Yasmin Afifi i Elizabeth Rufai - Such a Lovely Day – Simon Woods, Polly Stokes, Emma Norton i Kate Phibbs - Yellow – Elham Ehsas, Dina Mousawi, Azeem Bhati i Yiannis Manolopoulos |
| A l'estrella emergent - Phoebe Dynevor - Ayo Edebiri - Jacob Elordi - Mia McKenna-Bruce - Sophie Wilde | |

## Estadístiques
| Nominacions | Pel·lícules                                   |
| ----------- | --------------------------------------------- |
| 13          | Oppenheimer                                   |
| 11          | Poor Things                                   |
| 9           | Killers of the Flower Moon                    |
| 9           | La zona d'interès                             |
| 7           | Anatomy of a Fall                             |
| 7           | The Holdovers                                 |
| 7           | Maestro                                       |
| 6           | All of Us Strangers                           |
| 5           | Barbie                                        |
| 5           | Saltburn                                      |
| 4           | Napoleon                                      |
| 3           | How to Have Sex                               |
| 3           | Past Lives                                    |
| 2           | 20 Days in Mariupol                           |
| 2           | The Color Purple                              |
| 2           | Mission: Impossible – Dead Reckoning Part One |
| 2           | Rye Lane                                      |
| 2           | Spider-Man: Across the Spider-Verse           |